# Montparnasse (film)
Pour les articles homonymes, voir Montparnasse.
Pour plus de détails, voir Fiche technique et Distribution.
Montparnasse est un moyen métrage français réalisé par Mikhaël Hers, sorti en 2009.

## Synopsis
En trois parties, « Sandrine », « Aude », « Leïla », Montparnasse dresse le portrait, au cours d’une nuit de déambulations dans le quartier parisien — avec ses cafés, ses restaurants, sa gare et ses ruelles pavées —, de trois jeunes femmes, dont une absente.

## Fiche technique
- Titre : Montparnasse
- Réalisation : Mikhaël Hers
- Scénario : Mikhaël Hers
- Photographie : Sébastien Buchmann
- Décors : Émilie Prins
- Costumes : Marie-Dominique Delestré
- Son : Jean-Christophe Julé et Benjamin Laurent
- Montage : Christel Dewynter
- Musique :  François Virot, John Cunningham, Fugu, Jérémie Régnier, Timothée Régnier
- Production : Les Films de la Grande Ourse
- Durée : 58 minutes
- Date de sortie : mai 2009

## Distribution
- Aurore Soudieux : Sandrine
- Adélaïde Leroux : Florence
- Didier Sandre : Serge
- Thibault Vinçon : Renaud
- Lolita Chammah : Aurélie
- Jean-Pierre Petit : L'ami de Renaud
- Sandrine Blancke : Leïla
- Jeanne Candel : Elli
- Timothée Régnier : Jeremy
- Hubert Benhamdine : Le colocataire de Valérie
- Stéphanie Daub-Laurent : Emmanuelle

## Distinctions
- 2009 : Prix Jean-Vigo
- 2009 : Festival de Cannes (sélection Quinzaine des réalisateurs)[1]